# Коле Черазе (Кјети)
Коле Черазе (итал. Colle Cerase) је насеље у Италији у округу Кјети, региону Абруцо.
Према процени из 2011. у насељу је живело 149 становника. Насеље се налази на надморској висини од 298 м.